# Luigi Fagioli
Luigi Fagioli (Osimo, 9 de junio de 1898-Mónaco, 20 de junio de 1952) fue un piloto italiano de automovilismo. Participó en 7 GGPP de Fórmula 1 y consiguió una victoria, en el Gran Premio de Francia de 1951. En 1950 acabó el campeonato en 3ª posición, mientras que en 1951 terminó en la 11.ª posición.

## Carrera

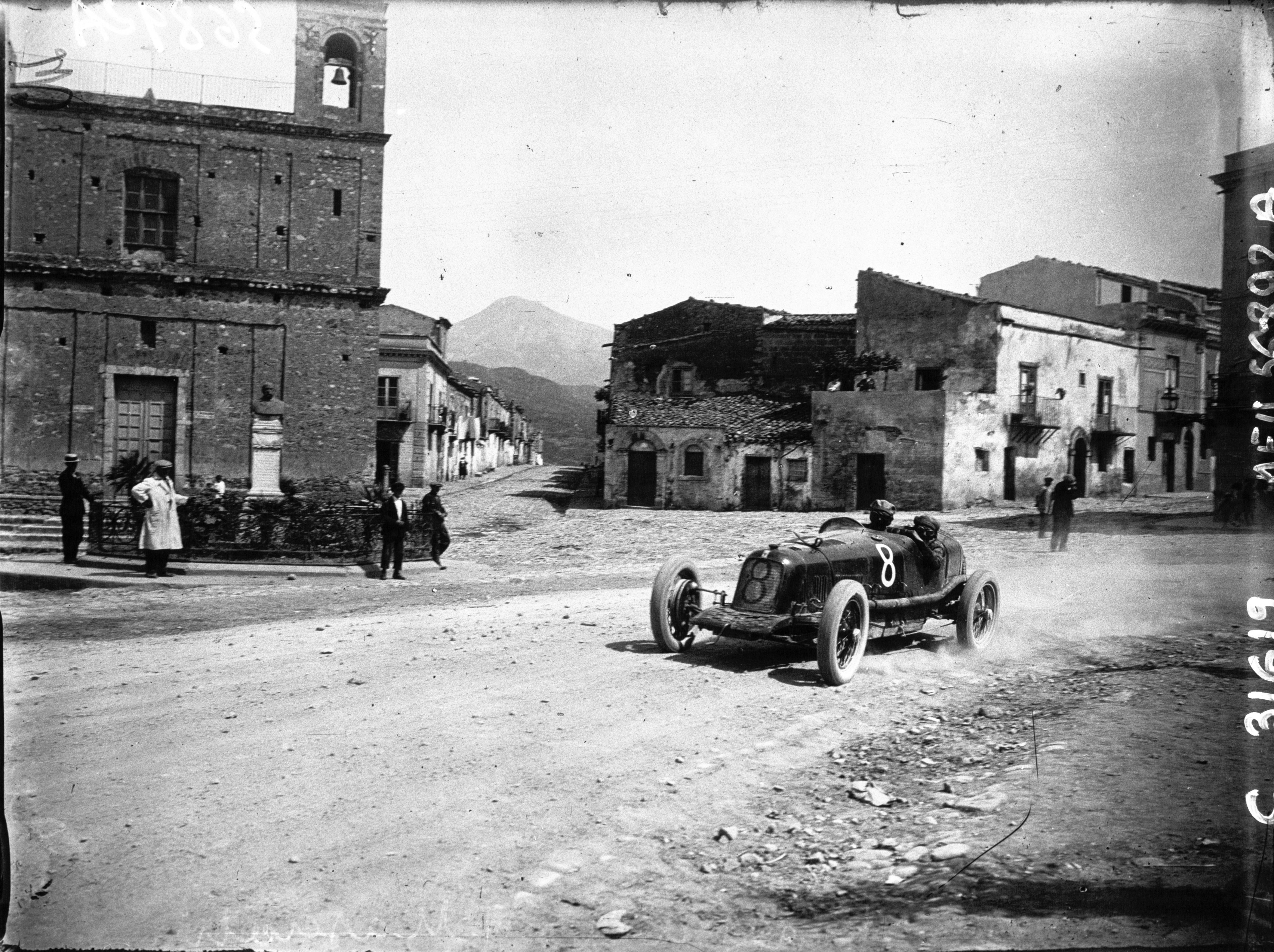
Fagioli en la Targa Florio de 1928

Fagioli nació  en la pequeña ciudad de Osimo, en la región de las Marcas del centro de Italia. Cuando era niño, quedó fascinado por la invención relativamente nueva del automóvil y por las primeras carreras de coches. Bendecido con un gran instinto de conducción natural, el joven Fagioli pasó varios años participando en carreras de montaña y de automóviles deportivos antes de inscribirse en el campeonato de Grandes Premios en 1926. En 1930, su éxito en las carreras le dio la oportunidad de unirse al equipo Maserati. Inmediatamente se hizo sentir su presencia, ganando la Coppa Ciano y en el Circuito de Avellino. En abril del año siguiente se enfrentó con Louis Chiron y su Bugatti Type 51 en el Gran Premio de Mónaco. Chiron finalmente se llevó la victoria, en lo que es una de las batallas más famosas de la historia de las carreras de coches. El piloto italiano era especialmente hábil en recorridos con tramos largos a gran velocidad, pero no en los giros cerrados de Montecarlo.
Fagioli se llevó la victoria en el Autodromo Nazionale di Monza en Monza venciendo a Chiron y a otros grandes pilotos italianos, como Achille Varzi y Tazio Nuvolari. En 1932 ganó el Gran Premio de Roma para Maserati, pero para la temporada 1933 fichó por el equipo de los Alfa Romeo encuadrados en la Scuderia Ferrari. Conduciendo un Alfa Romeo P3, ganó la Coppa Acerbo, el Gran Premio de Cominges y el Gran Premio de Italia.
Era un piloto muy seguro, y a menudo mostraba un temperamento feroz, tomando represalias contra otros conductores en la pista cuando sentía que habían hecho algo mal. Además, con frecuencia se arriesgaba a que otros no se atrevieran a disputarle la posición, y se ganó una reputación de conductor temerario después de haber tenido varios choques importantes en carrera. Sin embargo, su talento era considerable y para la temporada de 1934 Mercedes se hizo con sus servicios para conducir una de sus flechas plateadas, con el brillante Hermann Lang como su principal mecánico. La jugada resultó exitosa para Fagioli, pero su relación con el gerente del equipo alemán y los copilotos fue extremadamente difícil. En su primera carrera para Mercedes, con uno de los coches del equipo dominado la carrera, un furioso Fagioli abandonó su vehículo después de que el gerente del equipo, Alfred Neubauer, le ordenase permanecer en el segundo lugar y permitir que el otro piloto de Mercedes, Manfred von Brauchitsch, ganara la prueba. A pesar de estos problemas, Fagioli siguió siendo parte del equipo alemán, ganando su segundo Coppa Acerbo consecutiva y, junto con Rudolf Caracciola, condujo un Mercedes W25A para apuntarse su segundo título consecutivo en el Gran Premio de Italia. Después de este triunfo, se impuso en el Gran Premio de España en el Circuito de Lasarte.
Para la temporada de carreras de 1935, Mercedes lanzó el modelo W25B, con el que obtuvo la victoria en el Gran Premio de Mónaco, AVUS y en el Gran Premio de Penya Rhin. Sin embargo, su relación con sus compañeros de equipo empeoró, en particular con Rudolf Caracciola, a quien intentó adelantar en algunas carreras contra las órdenes del equipo. Dejó Mercedes al final de la temporada de 1936 y se unió a Auto Union, donde su rivalidad con Caracciola se intensificó, culminando en el Gran Premio de Trípoli, cuando Fagioli atacó físicamente a su excompañero de equipo.
Los problemas de salud, incluido el reumatismo paralizante, pronto comenzaron a afectar gravemente sus capacidades como piloto. Durante la Coppa Acerbo ya necesitaba la ayuda de un bastón para caminar, y no tuvo más remedio que abandonar la carrera. Con su salud algo mejorada, después del final de la Segunda Guerra Mundial, Luigi Fagioli, de 52 años, se unió al equipo de Fórmula 1 de Alfa-Romeo durante la temporada de 1950. Ai volante de un 158/159 Alfetta, obtuvo cinco podios en seis carreras, terminando ese año en un notable tercer puesto en el primer Campeonato Mundial de Pilotos de Fórmula 1. Incluso entró en la última prueba como uno de los tres pilotos en disputa por el título, a pesar de no haber ganado ninguna de las carreras anteriores. Su único Gran Premio de 1951 fue el último, pero sin embargo ganó el Gran Premio de Francia de 1951, pasando a ser con Juan Manuel Fangio la persona de más edad en ganar una carrera de Fórmula 1.

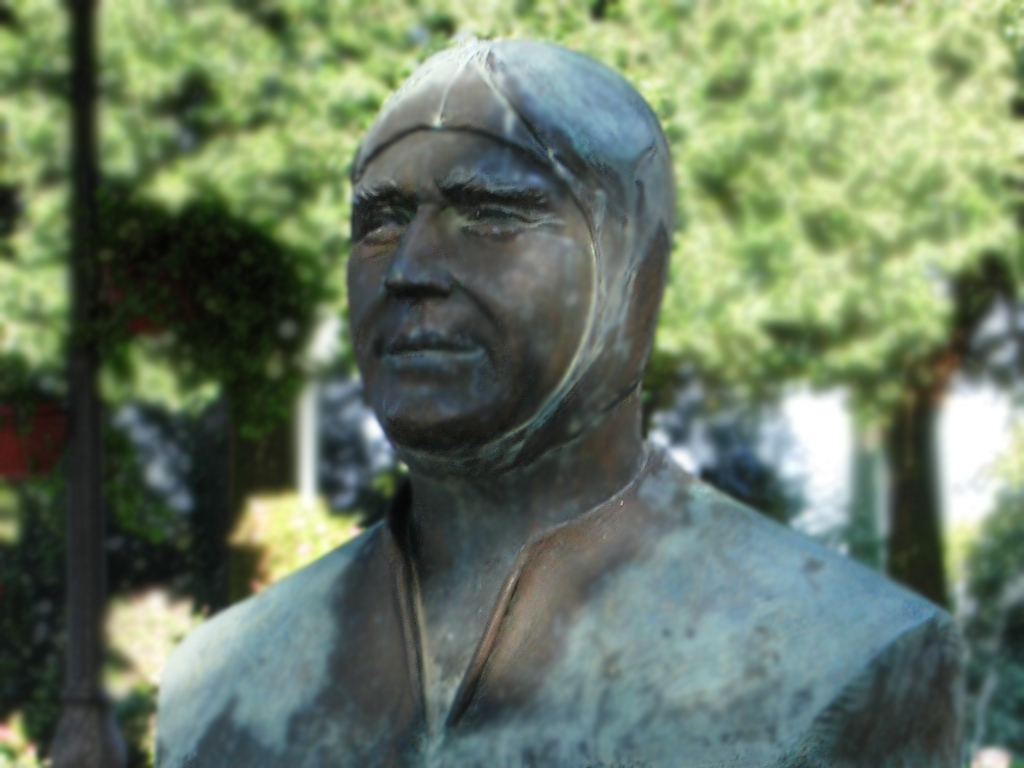
Estatua de Luigi Fagioli en Osimo

En 1952 firmó con Lancia para conducir sus deportivos, terminando en tercer lugar en las Mille Miglia, por delante de su archirrival Rudolf Caracciola. Poco después, mientras ensayaba para el Gran Premio de Mónaco, que aquel año se disputó como una carrera de autos deportivos, sufrió lo que parecía ser un accidente menor, pero sus lesiones internas provocaron que muriese en el hospital tres semanas después.
Luigi Fagioli se ubica como uno de los mejores pilotos de carreras de Italia, y tiene la segunda mejor marca del porcentaje de podios en el Campeonato Mundial de Fórmula 1 (85.71%), después de la "maravilla única", Dorino Serafini.

## Resultados

### Campeonato Europeo de Pilotos
(Clave) (negrita indica pole position) (cursiva indica vuelta rápida)
| Año     | Escudería            | 1       | 2       | 3       | 4     | 5     | 6       | 7     | Pos. | Puntos |
| ------- | -------------------- | ------- | ------- | ------- | ----- | ----- | ------- | ----- | ---- | ------ |
| 1931    | Officine A. Maserati | ITA     | FRA Ret | BEL     |       |       |         |       | 26.º | 22     |
| 1932    | Officine A. Maserati | ITA 2   | FRA     | GER     |       |       |         |       | 7.º  | 18     |
| 1935    | Daimler-Benz AG      | MON 1   | FRA 4   | BEL 2   | GER 6 | SUI 2 | ITA Ret | ESP 2 | 2.º  | 22     |
| 1936    | Daimler-Benz AG      | MON Ret | GER 5   | SUI Ret | ITA   |       |         |       | 14.º | 26     |
| 1937    | Auto Union AG        | BEL     | GER DNS | MON     | SUI 7 | ITA   |         |       | 20.º | 36     |
| Fuente: |                      |         |         |         |       |       |         |       |      |        |

### Fórmula 1
(Clave) (negrita indica pole position) (cursiva indica vuelta rápida)

| Año     | Escudería      | 1     | 2       | 3   | 4      | 5     | 6     | 7     | 8   | Pos. | Puntos  |
| ------- | -------------- | ----- | ------- | --- | ------ | ----- | ----- | ----- | --- | ---- | ------- |
| 1950    | Alfa Romeo SpA | GBR 2 | MON Ret | 500 | SUI 2  | BEL 2 | FRA 2 | ITA 3 |     | 3.º  | 24 (28) |
| 1951    | Alfa Romeo SpA | SUI   | 500     | BEL | FRA 1‡ | GBR   | GER   | ITA   | ESP | 11.º | 4       |
| Fuente: |                |       |         |     |        |       |       |       |     |      |         |